# 在サモア外国公館の一覧

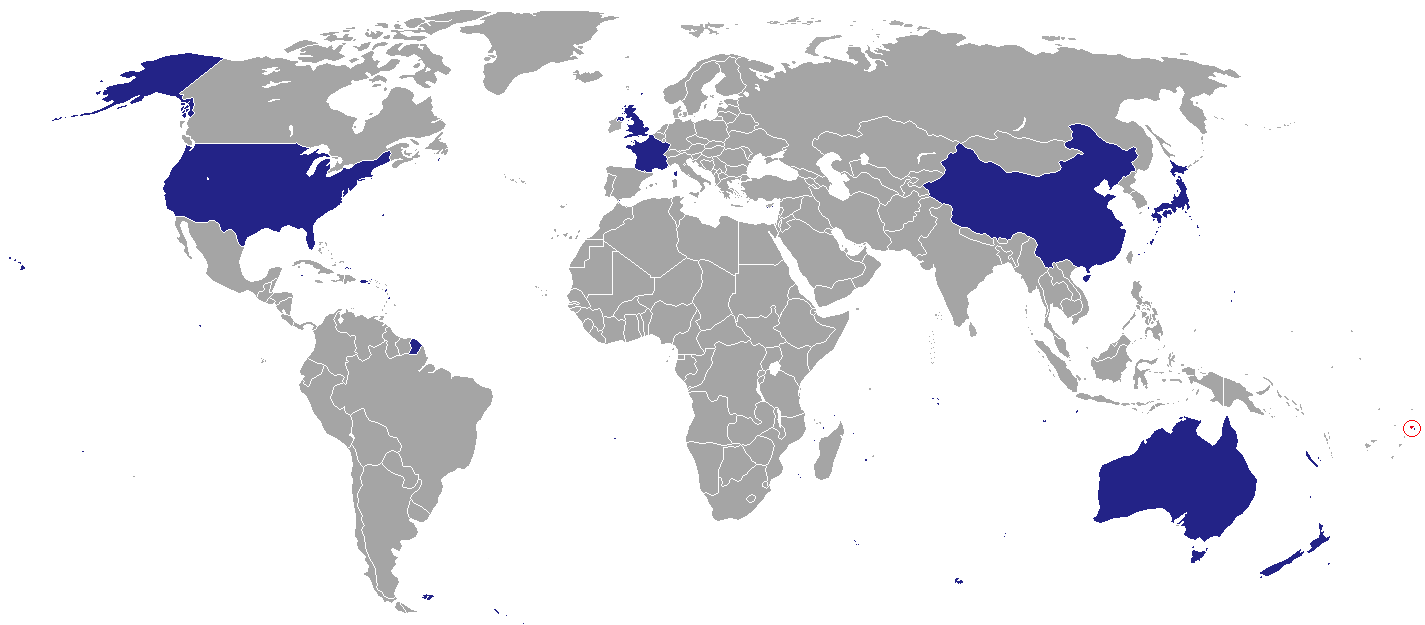
サモアに外交使節団を派遣している国

本項は、在サモア外国公館の一覧である。首都のアピアには、3ヶ国の大使館および3ヶ国の高等弁務官事務所が置かれている（名誉領事館や名誉総領事館を除く）。

## 大使館・高等弁務官事務所
大使館
- アメリカ合衆国
- 中華人民共和国
- 日本（在サモア日本国大使館）

高等弁務官事務所
- イギリス
- オーストラリア
- ニュージーランド

## 代表部
- 欧州連合[1]

## 大使が他国に駐在している国
括弧内は所在都市。
- アルゼンチン（ウェリントン）[2]
- インドネシア（ウェリントン）[3]
- オーストリア（キャンベラ）
- ジョージア（キャンベラ）
- スイス（ウェリントン）[4]
- スペイン（ウェリントン）
- 大韓民国（ウェリントン）
- デンマーク（キャンベラ）
- トルコ（ウェリントン）[5]
- フィリピン（ウェリントン）
- ブラジル（ウェリントン）
- ベトナム（ウェリントン）
- マラウイ（東京）
- メキシコ（ウェリントン）[6]
- レソト（東京）
- ロシア（ウェリントン）

## 脚註
1. ↑  International Organisations Accredited to Samoa[リンク切れ]
2. ↑  “Embajadas y Consulados | Ministerio de Relaciones Exteriores, Comercio Internacional y Culto”. 2022年3月4日閲覧。
3. ↑  “Archived copy”. 2013年4月12日時点のオリジナルよりアーカイブ。2013年2月13日閲覧。
4. ↑  https://www.eda.admin.ch/eda/en/home/representations-and-travel-advice/samoa/ch-representation-samoa.html
5. ↑  http://wellington.emb.mfa.gov.tr/Mission.aspx
6. ↑  http://www.sre.gob.mx/index.php/embajadas/nueva-zelanda